# (197) Arété
Pour les articles homonymes, voir Arété (homonymie).
(197) Arété est un astéroïde de la ceinture principale découvert par Johann Palisa le 21 mai 1879. Il porte le nom d'une reine phéacienne, Arété.

## Compléments